# Atsu Nyamadi
Atsu Nyamadi (ur. 1 czerwca 1994 w Anlodze) – ghański lekkoatleta specjalizujący się w wielobojach.
W 2014 zdobył brązowy medal mistrzostw Afryki w Marrakeszu. Rok później sięgnął po srebro igrzysk afrykańskich w Brazzaville. Wicemistrz Afryki z 2016 roku. 
Rekordy życiowe: dziesięciobój – 7811 pkt. (22 kwietnia 2017, Charlottesville); siedmiobój (hala) – 5567 pkt. (18 stycznia 2019, Birmingham). Oba rekordy są aktualnymi rekordami Ghany.

## Osiągnięcia
| Rok  | Impreza                    | Miejsce     | Konkurencja   | Pozycja    | Wynik     |
| ---- | -------------------------- | ----------- | ------------- | ---------- | --------- |
| 2012 | Mistrzostwa Afryki         | Porto-Novo  | dziesięciobój | 5. miejsce | 5932 pkt. |
| 2014 | Igrzyska Wspólnoty Narodów | Glasgow     | dziesięciobój | –          | DNF       |
| 2014 | Mistrzostwa Afryki         | Marrakesz   | dziesięciobój | 3. miejsce | 6946 pkt. |
| 2015 | Igrzyska afrykańskie       | Brazzaville | dziesięciobój | 2. miejsce | 7478 pkt. |
| 2016 | Mistrzostwa Afryki         | Durban      | dziesięciobój | 2. miejsce | 7501 pkt. |